# Wolfgang Ebeling (Mathematiker)
Wolfgang Ebeling (* 5. Oktober 1951 in Bückeburg; † 6. Januar 2025) war ein deutscher Mathematiker, der sich mit algebraischer Geometrie, Differentialtopologie und Singularitätentheorie befasste.

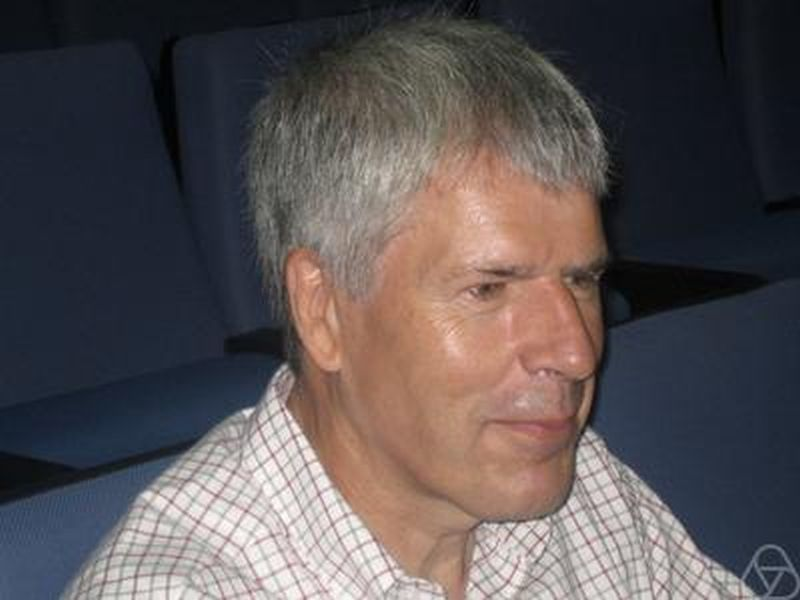
Wolfgang Ebeling, Segovia 2006

## Leben
Nach seinem 1971 am damaligen altsprachlichen Staatlichen Gymnasium in Siegburg abgelegten Abitur begann Ebeling im folgenden Wintersemester mit dem Studium der Mathematik mit Nebenfach Informatik an der Universität Bonn. 1977 legte er dort seine Diplom-Prüfung ab. Ebeling wurde 1980 an der Universität Bonn bei Egbert Brieskorn promoviert (Quadratische Formen und Monodromiegruppen von Singularitäten).
Nach einer kurzen Tätigkeit in der Automobilindustrie wurde Ebeling 1988 zum Associate Professor an der Technischen Universität Eindhoven berufen. Seit 1990 war er Professor an der Leibniz-Universität Hannover.

## Schriften
- Funktionentheorie, Differentialtopologie und Singularitäten, Vieweg 2001, ISBN  978-3-528-03174-9, doi:10.1007/978-3-322-80224-8, Übersetzung ins Englische: Functions of Several Complex Variables and Their Singularities, American Mathematical Society 2007, ISBN 978-0821833193.
- Lattices and Codes (A course partially based on Lectures by Friedrich Hirzebruch), 3. Auflage, Springer Verlag 2013 (Erstauflage 1994), ISBN  978-3-658-00359-3, doi:10.1007/978-3-658-00360-9.
- The Monodromy Groups of Isolated Singularities of Complete Intersections, Lecture Notes in Mathematics 1293, Springer Verlag 1987, ISBN 978-3-540-18686-1, doi:10.1007/BFb0078929.